# Ourcq
L'Ourcq (Urc nell'855) è un fiume francese, affluente della Marna dalla parte della sua destra orografica. La sua sorgente è al di sopra di Fère-en-Tardenois nel dipartimento dell'Aisne e si getta nella Marna dopo un percorso di circa 87 km, poco sopra Lizy-sur-Ourcq.

## Affluenti
- Ruisseau du Moulin
- Rio di Coupé
- Rio del Paradis
- Ruisseau de Favières
- Rio d'Oie
- Rio del pont brûlé
- Rio della Sablionnère
- Rio della Pelle
- Rio Saint-Georges
- Rio Vacher
- L'Ordrimouille
- Rio di Nanteuil
- Rio Garnier
- Rio di Chaudailly
- Le Wadon
- Rio ie Pudeval
- Rio del Gril
- La Savières
- Rio d'Autheuil
- L'Allan
- La Grivette
- Le Clignon
- Rio de la Croix Hélène
- La Gergogne
- Rio Jean Racet
- Rio di Chaton
- Rio di Méranne

## Idrologia
Una parte del suo corso fu deviata e canalizzata nel XIX secolo diventando così una via fluviale fondamentale per l'approvvigionamento di Parigi: il canale dell'Ourcq che diventa, entrando in Parigi, Canal Saint-Martin.
La portata dell'Ourcq è stata osservata per 21 anni (dal 1988 al 2008) a Chouy, località situata a 8 km a nord-est di la Ferté-Milon, poco dopo l'inizio del canale dell'Ourcq e quindi abbastanza distante dalla sua confluenza con la Marna.. La sua portata media interannuale a Chouy è di 2,12 m3 al secondo.
L'Ourcq presenta moderatissime fluttuazioni stagionali di portata: il periodo di piena si svolge in inverno ed è caratterizzato da una portata mensile media oscillante fra i 2,97 ed i 3,62 m³ al secondo, da dicembre a marzo inclusi con il massimo nel mese di gennaio. Da aprile la portata diminuisce progressivamente per giungere al periodo di magra che va da giugno a settembre con una portata media mensile minima di 1,12 m³ nel mese di settembre.

## L'Orcq nella letteratura
Mathieu Bénézet ha scritto un romanzo intitolato Pantin, canal de l'Ourcq.